# Glaukos (syn Minosa)
Glaukos (Γλαῦκος) – w mitologii greckiej syn Minosa i Pazyfae.
Będąc dzieckiem, gonił za myszą, wpadł do kadzi z miodem i utonął. Minos odnalazł ciało syna dopiero z pomocą wyroczni, która powiedziała mu również, że życie chłopcu przywrócić może człowiek, który dokładnie zinterpretuje dziwny kolor sierści jednej z krów królewskiego stada. Krowa ta codziennie rano była siwa, w południe stawała się gniada, wieczorem zaś zmieniała barwę na czarną. Dopiero niejaki Polyidos orzekł, że zwierzę zmienia się tak jak dojrzewająca morwa. Minos zamknął wówczas wieszczka w komnacie z ciałem dziecka, polecając mu wskrzesić je. Gdy Polyidos spostrzegł pełzającego po podłodze węża, zabił go. Po jakimś czasie pojawił się drugi wąż, trzymający w paszczy magiczne ziele, którego dotknięciem przywrócił pierwszego gada do życia. Polyidos pochwycił ziele i natarł nim ciało Glaukosa, a ten natychmiast ożył.
Opowiadano także, że w jakiś czas po tym Polyidos zapragnął opuścić Kretę i powrócić w ojczyste strony. Minos nakazał mu jednak najpierw nauczyć Glaukosa sztuki wieszczenia, co ten uczynił. Gdy jednak wsiadł już na okręt powrotny, splunął w twarz ucznia, a ten natychmiast zapomniał całej przekazanej mu wiedzy.